# ペドロ・サントス
ペドロ・サントス（Pedro Santos、1988年4月22日 - ）は、ポルトガル出身のサッカー選手。D.C. ユナイテッド所属。ポジションはFW。

## クラブ経歴
リスボン市内の数クラブを経て、リーグ3部に所属するカサ・ピアACでデビュー。その後、2010年に加入したレイションイスSCで晴れてプロサッカー選手となった。
2012年夏、プリメイラ・リーガに所属するヴィトーリア・セトゥーバルに移籍。8月19日のCDナシオナル戦でトップリーグデビューを果たした。
2013年6月、SCブラガに移籍。冬の移籍ウインドーでルーマニアのAFCアストラ・ジュルジュにレンタル移籍。2014年1月8日、リオ・アヴェFCにレンタル移籍。
2017年8月7日、メジャーリーグサッカーのコロンバス・クルーに特別指定選手として加入した。
2022年11月21日、D.C. ユナイテッドに2年契約でフリー移籍した。

## 代表歴
2007年3月にU-19ポルトガル代表に召集され、U-19スペイン代表とのフレンドリーマッチに出場した

## タイトル

### クラブ
カサ・ピアAC
- テルセーラ・ディヴィゾン: 2009–10

SCブラガ
- タッサ・デ・ポルトガル: 2015–16

AFCアストラ・ジュルジュ
- クパ・ロムニエイ: 2013–14[8]

### 個人
- リーガプロ月間MVP: 2011年11月[9]